# Bauhinia jucunda
Bauhinia jucunda är en ärtväxtart som beskrevs av Townshend Stith Brandegee. Bauhinia jucunda ingår i släktet Bauhinia och familjen ärtväxter. Inga underarter finns listade i Catalogue of Life.